# Travis Banton
Travis Banton (Waco, 18 agosto 1900 – Los Angeles, 2 febbraio 1958) è stato un costumista statunitense.

## Biografia
Nato a Waco, nel Texas, fu disegnatore di moda a New York. Nel 1924 entrò alla Paramount come capo costumista. Dal 1939 al 1941, lavorò per la 20th Century Fox e, dal 1945 al 1948 all'Universal Pictures.
Uno dei più grandi costumisti degli anni trenta, vestì le grandi dive della Paramount e viene ricordato per l'eccentricità dei costumi di Mae West e per lo sfarzo sontuoso dei film di Sternberg interpretati da Marlene Dietrich. Tra le altre attrici vestite da Banton, vanno citate Claudette Colbert, Loretta Young, Carole Lombard, Rita Hayworth, Merle Oberon, Gene Tierney, Louise Brooks, Clara Bow, Joan Fontaine e Alida Valli.
Nella sua carriera, lavorò a oltre centocinquanta film. Morì a Los Angeles nel 1958 all'età di 63 anni.

## Filmografia

### Costumista
- Il cigno (The Swan), regia di Dmitrij Buchoveckij (1925)
- The Trouble with Wives, regia di Malcolm St. Clair (1925)
- La regina della moda (The Dressmaker from Paris), regia di Paul Bern - costumista (1925)
- The Palm Beach Girl, regia di Erle C. Kenton - costumista, non accreditato (1926)
- The Cat's Pajamas, regia di William A. Wellman (1926)
- Ali, regia di William A. Wellman e, non accreditato, Harry d'Abbadie d'Arrast - costumista (1927)
- Le notti di Chicago (Underworld), regia di Josef von Sternberg e Arthur Rosson (non accreditato) - costumista (1927)
- I signori preferiscono le bionde (Gentlemen Prefer Blondes), regia di Malcolm St. Clair - costumista (1928)
- Nido d'amore (Doomsday), regia di Rowland V. Lee - costumista (1928)
- La squadriglia degli eroi (The Legion of the Condemned), regia di William A. Wellman - costumista (1928)
- La donna e la tigre (His Tiger Wife), regia di Hobart Henley
- Ladies of the Mob, regia di William A. Wellman - costumista (1928)
- Vita nuova (Three Sinners), regia di Rowland V. Lee (1928)
- La canarina assassinata (The Canary Murder Case), regia di Malcolm St. Clair, Frank Tuttle - costumista (1929)
- Chinatown Nights, regia di William A. Wellman (1929)
- Il drago rosso (The Mysterious Dr. Fu Manchu), regia di (non accreditato) Rowland V. Lee - costumi (1929)
- Illusion, regia di Lothar Mendes (1929)
- Se io fossi re (The Vagabond King), regia di Ludwig Berger - costumi (1929)
- Honey, regia di Wesley Ruggles (1930)
- Per una donna (I Take This Woman), regia di Marion Gering (1931)
- Gun Smoke, regia di Edward Sloman (1931)
- Ladies' Man, regia di Lothar Mendes (1931)
- Il diavolo nell'abisso (Devil and the Deep), regia di Marion Gering (1932)
- Une heure près de toi, regia di Ernst Lubitsch e George Cukor (1932)
- Amami stanotte (Love Me Tonight), regia di Rouben Mamoulian (1932)
- Partita a quattro (Design for Living), regia di Ernest Lubitsch (1933)
- International House, regia di Edward Sutherland (A. Edward Sutherland) (1933)
- Belle of the Nineties, regia di Leo McCarey (1934)
- Rivelazione (Now and Forever), regia di Henry Hathaway (1934)
- La signorina curiosa (Ladies Should Listen), regia di Frank Tuttle (1934)
- La rosa del sud (So Red the Rose), regia di King Vidor (1935)
- Desiderio (Desire), regia di Frank Borzage (1936)
- Tovarich, regia di Anatole Litvak - costumi per Claudette Colbert (1937)
- La fuga di Bulldog Drummond (Bulldog Drummond Escapes), regia di James P. Hogan - supervisore, non accreditato (1937)
- Swing High, Swing Low, regia di Mitchell Leisen (1937)
- L'ottava moglie di Barbablù (Bluebeard's Eighth Wife), regia di Ernst Lubitsch (1938)
- Notti argentine (Down Argentine Way), regia di Irving Cummings - costumi (1940)
- L'eterna armonia (A Song to Remember), regia di Charles Vidor - costumi per Merle Oberon (1945)

### Film o documentari dove appare Travis Banton
- The Fashion Side of Hollywood, regia di Josef von Sternberg (1935)

### Galleria di costumi

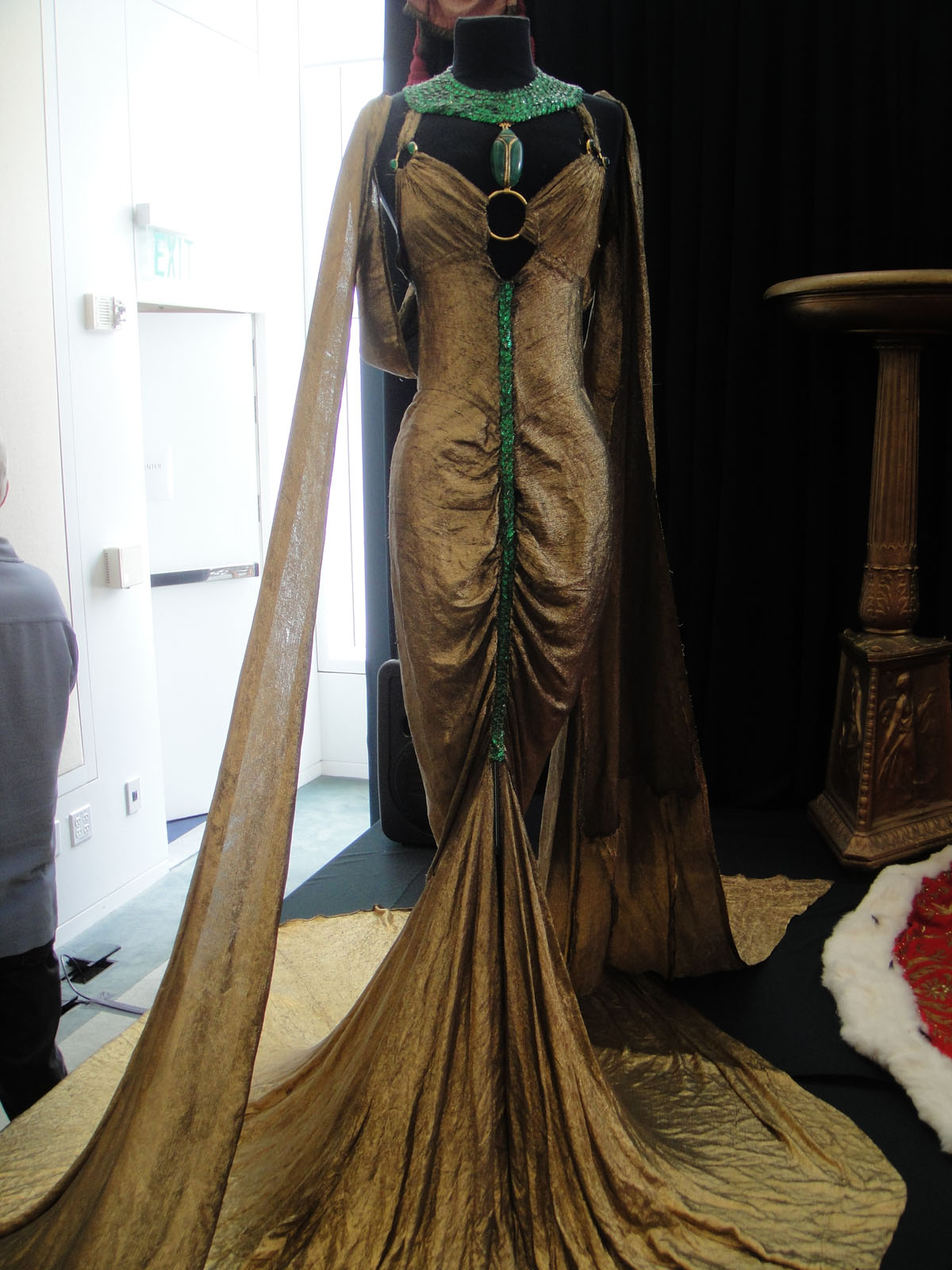
Costume per Claudette Colbert Cleopatra (1934)
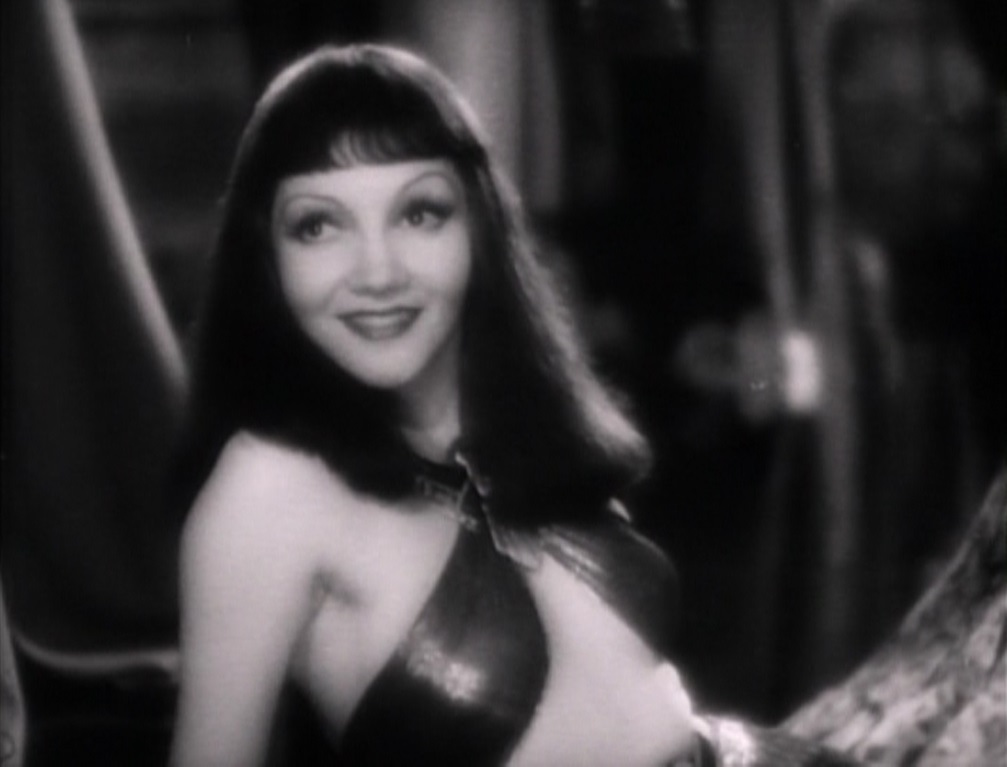
Claudette Colbert Cleopatra (1934)
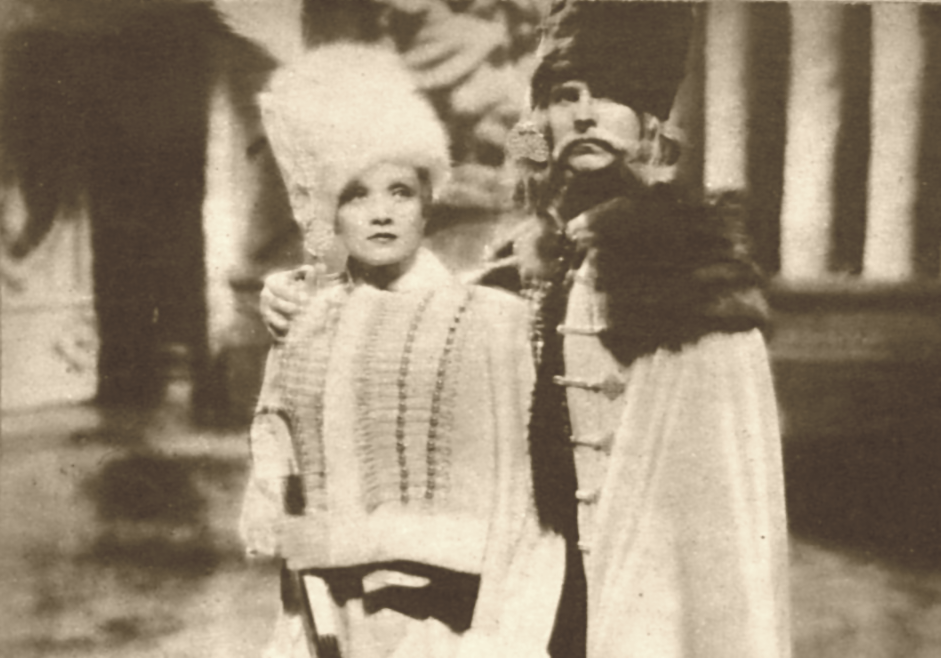
Marlene Dietrich L'imperatrice Caterina (1934)
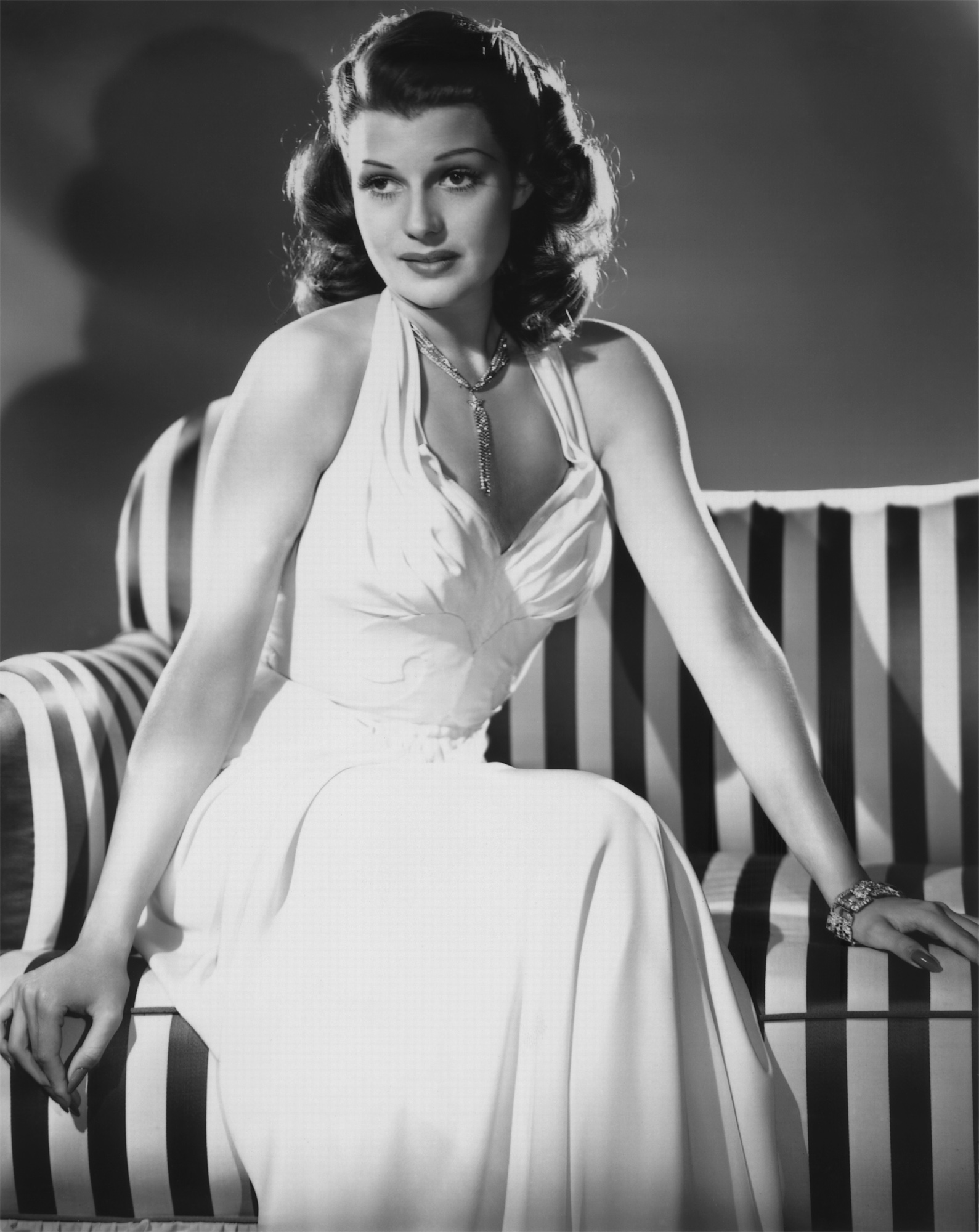
Rita Hayworth Sangue e arena (1941)